# Frank B. Livingstone
Frank B. Livingstone (8 de diciembre de 1928-21 de marzo de 2005) fue un antropólogo biológico estadounidense.

## Primeros años y educación
Livingstone nació en Winchester, Massachusetts, hijo de Guy P. Livingstone y Margery Brown Livingstone. Se graduó en la Universidad de Winchester en 1946 y consiguió una licenciatura en matemáticas en la Universidad de Harvard en 1950. Completó su doctorado en 1957 y se unió a la facultad de antropología de la Universidad de Míchigan en 1959, donde pasó a ser profesor emérito de antropología biológica.

## Carrera
El plan de estudio de Livingstone fue la variación genética en la población humana moderna. Innovó en el trabajo de la anemia de células falciformes, por lo que fue galardonado por el Martin Luther King Award de la Conferencia Sur de Liderazgo Cristiano. Tras su retiro en 1998, Livingstone fue premiado por el Charles R. Darwin Award for Lifetime Achievement por la Asociación americana de física antropológica (AAPA). Eb 2002, se mantuvo un simposio en su honor en la reencuentro anual de la AAPA que se realizó en Buffalo, New York.

## Muerte
Livingstone falleció el 21 de marzo de 2005 en Springfield, Ohio, debido a una complicación con la enfermedad de Parkinson.

## Obras
- Abnormal Hemoglobin in Human Populations (Aldine Press, 1967)
- Data on the Abnormal Hemoglobin's and Glucose-Six-Phosphate Deficiency in Human Populations (1973)
- Frequencies of Hemoglobin Variants: Thalassemia, The Glucose-6-Phosphate Dehydrogenase Deficiency, G6PD Variants, and Ovalocytosis in Human Populations (Oxford University Press, 1985)